# Джефферсон (Західна Вірджинія)
Джефферсон (англ. Jefferson) — переписна місцевість (CDP) в США, в окрузі Кенова штату Західна Вірджинія. Населення — 527 осіб (2020).

## Географія
Джефферсон розташований за координатами 38°22′39″ пн. ш. 81°47′12″ зх. д. / 38.37750° пн. ш. 81.78667° зх. д. (38.377417, -81.786624).  За даними Бюро перепису населення США в 2010 році переписна місцевість мала площу 1,41 км², з яких 0,86 км² — суходіл та 0,55 км² — водойми. В 2017 році площа становила 1,48 км², з яких 0,86 км² — суходіл та 0,62 км² — водойми.

## Демографія
Згідно з переписом 2010 року, у переписній місцевості мешкало 676 осіб у 235 домогосподарствах у складі 122 родин. Густота населення становила 479 осіб/км².  Було 265 помешкань (188/км²).
Расовий склад населення:
| - 84,3 % — білих - 12,9 % — чорних або афроамериканців |

До двох чи більше рас належало 2,7 %. Частка іспаномовних становила 1,0 % від усіх жителів.
За віковим діапазоном населення розподілялося таким чином: 17,0 % — особи молодші 18 років, 62,3 % — особи у віці 18—64 років, 20,7 % — особи у віці 65 років та старші. Медіана віку мешканця становила 42,0 року. На 100 осіб жіночої статі у переписній місцевості припадало 96,5 чоловіків;  на 100 жінок у віці від 18 років та старших — 99,6 чоловіків також старших 18 років.
Середній дохід на одне домашнє господарство  становив 33 683 долари США (медіана — 28 681), а середній дохід на одну сім'ю — 35 221 долар (медіана — 26 875). За межею бідності перебувало 45,6 % осіб, у тому числі 60,8 % дітей у віці до 18 років та 34,3 % осіб у віці 65 років та старших.
Цивільне працевлаштоване населення становило 161 осіб. Основні галузі зайнятості: мистецтво, розваги та відпочинок — 32,9 %, транспорт — 19,3 %, освіта, охорона здоров'я та соціальна допомога — 14,3 %, роздрібна торгівля — 11,8 %.